# Пэйн, Гарри
Гарри Пэйн (англ. Harry Payne; 8 мая 1858 — 23 мая 1927) — британский художник-баталист и униформист.

## Биография
Генри Джозеф «Гарри» Пэйн родился в Лондоне в семье Джозефа и Маргарет Софи Пейн. Его отец был клерком в адвокатской конторе.
Вместе со своим братом Артуром К. Пейном, Гарри Пэйн создал рисунки для множества серий открыток, большинство из которых были посвящены военной тематике.
В 1898 году Гарри Пэйн и его брат Артур создали серию хромолитографических и литографических иллюстраций для издания поэмы Роберта Браунинга «Гамельнский крысолов».
Гарри Пэйн служил вольноопределяющимся с неполной занятостью в Королевском полку йоменов Западного Кента. В 1905 году он получил медаль за выслугу лет, а затем и звание сержанта.
16 июня 1887 года художник женился на Сюзанне Терезе Коссинс, детей у них не было.
Большинство картин Гарри Пэйна посвящены батальной тематике. Его картина 1901 года «Королевская конная гвардия» была продана аукционным домом «Бонхамс» в 2007 году за 50 000 фунтов стерлингов.

## Галерея
- Некоторые работы
- Первый полк британской конной гвардии в битве при Деттингене в ходе Войны за Австрийское наследство.
- Часовой полка хайлендеров Чёрная стража.
- Спасительный эскорт (полисмен переводит знатную даму через дорогу).
- Расчёт Колдстримских гвардейцев в Банке Англии[2]
- Парадный расчёт хайлендеров полка Гордона (ок. 1907).
- Солдат конной лейб-гвардии на посту в Уайтхолле (1904).
- Король Генрих V в битве при Азенкуре.
- Потерявшаяся в Лондоне.
- Торжественное прибытие короля Эдуарда VII на открытие сессии британского парламента[3]
- Королевский пехотный полк штурмует позицию афганцев в ходе Англо-афганской войны.
- Похороны короля Эдуарда VII[4].
- Семейство лис. Рождественский обед.
- 17-й уланский полк[англ.] на подходе.